# مانوا
جزر مانوا (بالإنجليزية: Manu'a) هي مجموعة من الجزر في أرخبيل ساموا الأمريكية، وتتكون جزر مانوا من، وتاو، واوفو-اولوسيغا، وتقع هذه الجزر على بعد 110 كيلومترات شرق توتويلا، وهي جزء من ساموا الأميركية، وهي منطقة غير مدمجة في الولايات المتحدة. وتبلغ مساحتها 56 كيلومترا مربعا (22 ميلا مربعا) ويبلغ عدد سكانها 1400 نسمة. تاو هي أكبر جزيرة بـ 44 كم2 (17 ميل مربع)، ويوجد بها أعلى نقطة في مانوا على ارتفاع 931 متر (3054 قدم).

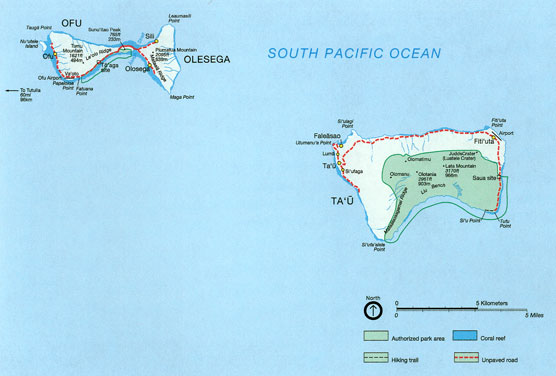
خريطة جزر مانوا.